# Volleyball World Beach Pro Tour Elite16 Ostrava
El Volleyball World Beach Pro Tour Ostrava es un torneo oficial de vóley playa que se disputa anualmente en Ostrava (República Checa). Es un campeonato de categoría Elite16 que forma parte del VW Beach Pro Tour. Su nombre comercial es J&T Banka Ostrava Beach Pro, por motivos de patrocinio, y se disputa en las instalaciones situadas en  Dolní Vítkovice.

## Historia

### Etapa World Tour (2018 - 2021)
El campeonato se iba a estrenar en el año 2018 con una categoría de Four Stars, equivalente al antiguo Open. Un campeonato potente desde el inicio que se iba a introducir en el World Volley Tour con éxito desde el primer día. De hecho, solo el COVID-19 pudo detener la realización del certamen el año 2020. Una muestra de la apuesta en firme por esta prueba de vóley playa en la localidad de República Checa.

### Etapa Volleyball World Beach Pro Tour (2022 - Act)
El torneo solo se vio alterado con la última modificación anunciada por la Federación Internacional de Voleibol (FIVB) en octubre de 2021 para introducir un nuevo circuito mundial. Este recibió el nombre de Volleyball World Beach Pro Tour desde el 2022 y Ostrava iba a tener un campeonato de máximas prestaciones desde el inicio con el Elite16.

## Resultados

### Cuadro masculino
| Año                          | Campeón                           | Finalista                       | Resultado                   | Referencias                 |
| ---------------------------- | --------------------------------- | ------------------------------- | --------------------------- | --------------------------- |
| World Tour - Open            |                                   |                                 |                             |                             |
| 2018                         | Adrián Gavira Pablo Herrera       | Piotr Kantor Bartosz Łosiak     | 2-1 (27-25, 15-21, 15-11)   |                             |
| 2019                         | Anders Mol Christian Sørum        | Ondřej Perušič David Schweiner  | 2-1 (17-21, 21-15, 15-10)   |                             |
| 2020                         | Sin disputarse por Covid-19       | Sin disputarse por Covid-19     | Sin disputarse por Covid-19 | Sin disputarse por Covid-19 |
| 2021                         | Alexander Brouwer Robert Meeuwsen | Ondřej Perušič David Schweiner  | 2-1 (13-21, 21-19, 15-13)   |                             |
| VW Beach Pro Tour - Elite 16 |                                   |                                 |                             |                             |
| 2022                         | Anders Mol Christian Sørum        | Ondřej Perušič David Schweiner  | 2-1 (15-21, 23-21, 15-13)   |                             |
| 2023                         | Anders Mol Christian Sørum        | Ahmed Tijan Cherif Younousse    | 2-1 (21-15, 19-21, 15-12)   |                             |
| 2024                         | David Åhman Jonatan Hellvig       | Stefan Boermans Yorick de Groot | 2-0 (21-19, 21-18)          |                             |
| 2025                         | David Åhman Jonatan Hellvig       | Anders Mol Christian Sørum      | 2-1 (28-30, 21-17, 15-7)    | [ 3 ]                       |

### Cuadro femenino
| Año                          | Campeona                           | Finalista                                | Resultado                   | Referencias                 |
| ---------------------------- | ---------------------------------- | ---------------------------------------- | --------------------------- | --------------------------- |
| World Tour - Open            |                                    |                                          |                             |                             |
| 2018                         | Barbora Hermannová Markéta Sluková | Heather Bansley Brandie Wilkerson        | 2-1 (17-21, 21-15, 15-13)   |                             |
| 2019                         | Ágatha Bednarczuk Duda Lisboa      | Rebecca Cavalcanti Ana Patricia Silva    | 2-0 (21-19, 21-17)          |                             |
| 2020                         | Sin disputarse por Covid-19        | Sin disputarse por Covid-19              | Sin disputarse por Covid-19 | Sin disputarse por Covid-19 |
| 2021                         | Kelly Cheng Sarah Sponcil          | Joana Mäder Anouk Vergé-Dépré            | 2-0 (21-18, 21-15)          |                             |
| VW Beach Pro Tour - Elite 16 |                                    |                                          |                             |                             |
| 2022                         | Svenja Müller Cinja Tillmann       | Talita Antunes Rebecca Cavalcanti        | 2-0 (21-18, 21-16)          |                             |
| 2023                         | Duda Lisboa Ana Patricia Silva     | Terese Cannon Sarah Sponcil              | 2-1 (17-21, 21-14, 15-12)   |                             |
| 2024                         | Kelly Cheng Sara Hughes            | Melissa Humana-Paredes Brandie Wilkerson | 2-1 (21-13, 21-23, 15-12)   |                             |
| 2025                         | Thamela Coradello Victoria Lopes   | Tīna Graudiņa Anastasija Samoilova       | 2-0 (21-16, 21-11)          | [ 4 ]                       |

## Ganadores múltiples

### Masculino
- 3 victorias:
  -  Anders Mol: 2019, 2022, 2023
  -  Christian Sørum: 2019, 2022, 2023

- 2 victorias:
  -  David Åhman: 2024, 2025
  -  Jonatan Hellvig: 2024, 2025

### Femenino
- 2 victorias:
  -  Duda Lisboa: 2019, 2023
  -  Kelly Cheng: 2021, 2024